# 안내양
안내양에 대해 설명한다.
- 고속버스 안내양은 장거리 정기 노선 고속버스에 탑승하여 안내 업무를 맡는 여성 승무원을 말한다.
- 버스 안내양은 일반적으로 단거리 정기 노선 시내버스에 탑승하여 운행 요금을 주고 받고 승객의 승하차를 돕는 여차장을 말한다.
- 관광버스 안내양은 관광버스에 탑승하여 관광지에 대한 안내와 관광 승객의 인솔을 목적으로 하는 여성 승무원을 말한다.

## 버스 안내양
버스안내양(bus案內孃)은 대한민국에서 버스에서 승객에게 하차지를 안내하고 승객으로부터 버스 요금 징수와 버스의 출입문을 열고 닫는 직업의 여성이다.

### 역사
1961년 6월 17일에 교통부장관이 여차장제를 도입하면서 시작되었다. 시내버스와 고속버스 등 노선버스에서 일하였다.
1984년부터 버스에 하차지의 안내방송이 시작되고 버스 벨이 개설되어 승객이 하차지에서 하차하기 직전에 버스벨을 누르면 문이 자동으로 열리게 되면서 급속도로 사라졌다. 마지막 버스안내양들은 1989년 4월에 김포교통 소속 130번 버스에서 근무하던 38명이었다.
1989년 12월 30일에 자동차운수사업법 제33조의 6항에 "대통령령이 정하는 여객자동차운송사업자는 교통부령이 정하는 바에 따라 안내원을 승무하게 하여야 한다."는 법 조문이 삭제되면서 버스안내양은 대한민국에서 완전히 사라진 직업이 되었다.

### 매체
1990년대 중반에 SBS 기쁜 우리 토요일의 코너로 영자의 전성시대에서 버스 안내양으로 출연해 버스에 태우고 "안계시면 오라이~!"라는 유행어로 인기를 끌었다.
"다음 정류장은 ○○○입니다. 내리실분 안 계세요?", "탕탕(버스 옆 차체를 손으로 치는 소리) 오라이~"

## 현대
그리고 2006년 2월부터 시행 중인 태안군의 농어촌 버스에 안내양(차장) 제도가 주민과 관광객들로부터 호응을 얻고 있다. 또한 2010년 4월부터 보령시의 시내버스에 '행복버스'를 운행하고 있으며, 버스 안내양이 등장하였다.

## 고속버스 안내양

1970년대 고속버스 안내양

1980년대 고속버스 안내양

고속버스 안내양(高速Bus 案內孃)은 고속버스에 탑승하여 안내일을 맡는 승무원이다.

### 개요
대한민국에서 과거에 존재했던 직업으로, 장거리 정기노선 운행 고속버스에 탑승하여 행선지, 운행 소요시간 및 도착 시각, 경유 휴게소 등을 안내 방송하고 승차권을 검표하던 일을 맡았던 여성 승무원을 말한다. 또한 장시간 및 고속 주행에 따른 승객의 안전과 편안한 여행을 위해 운행하는 동안 수시로 좌석의 중앙 통로를 오가며 좌석안전띠 착용 여부를 점검하고 차멀미하는 승객은 없는지 살펴 보고 응급 처치 등의 일을 하였다. 아울러 편의를 위하여 승객들에게 식음료를 제공하고 비디오를 감상할 수 있도록 장치를 조작하기도 하였다. 목적지에 도착해서는 분실물이 없도록 주의 환기시키고 승객에게 환송 인사를 하는 등의 안내 업무가 주를 이뤘다.

### 안내양 명칭의 등장
- 고속버스 승무원의 자격은 당시로서는 상당한 고학력인 고등학교 졸업 이상의 학력이어야 하고 어려운 시험과 엄격한 선발 과정을 거친 여성들이 일을 했으므로 직업에 대한 자부심 또한 컸다. 이를 반영하듯 기존 단거리 운행 노선 버스 승무원을 호칭하는 '여차장'이나 '여조수' 와는 달리 주로 안내 업무를 한다는 점을 부각시켜 안내원으로 불리기를 원했다.
- 고등학교를 갓 졸업한 젊은 미혼 여성들만 이 직업에 많이 종사하였기 때문에 '안내원' 대신에 흔히 안내양으로 불렸다. 이후 '안내양'이라는 명칭은 버스에 종사하는 승무원들이 선호하는 단어가 되었으며 시내/시외버스에 종사하는 '여차장'까지 기존 명칭을 대체하기에 이르렀다.

### 변천사
- 1960년대 말부터 등장하기 시작한 고속버스가 고급 편의 시설을 갖추고 주로 고속도로를 운행하여 기존의 단거리 운행 노선 버스보다 근무하기가 편했기 때문에 젊은 여성들에게는 인기 직종이었다.[5]
- 1980년대 말까지 약 20여년 간 유지했다.[6][7]

## 같이 보기
- 고교 얄개
- 바보들의 행진
- 영자의 전성시대 (영화)
- 도시로 간 처녀 (영화)
- 태안여객 (태안군의 농어촌 버스)